# دوبو
دوبو (بالإنجليزية: Dubbo)‏ هي مدينة، تتبع City of Dubbo ‏، هي عاصمة City of Dubbo ‏، بلغ عدد سكانها 38٬943  نسمة، في 9 أغسطس 2016، رمزها البريدي هو 2830.

## المناخ
يظهر الجدول التالي التغييرات المناخية على مدار السنة لدوبو:
| البيانات المناخية لـدوبو          | البيانات المناخية لـدوبو | البيانات المناخية لـدوبو | البيانات المناخية لـدوبو | البيانات المناخية لـدوبو | البيانات المناخية لـدوبو | البيانات المناخية لـدوبو | البيانات المناخية لـدوبو | البيانات المناخية لـدوبو | البيانات المناخية لـدوبو | البيانات المناخية لـدوبو | البيانات المناخية لـدوبو | البيانات المناخية لـدوبو | البيانات المناخية لـدوبو |
| الشهر                             | يناير                    | فبراير                   | مارس                     | أبريل                    | مايو                     | يونيو                    | يوليو                    | أغسطس                    | سبتمبر                   | أكتوبر                   | نوفمبر                   | ديسمبر                   | المعدل السنوي            |
| --------------------------------- | ------------------------ | ------------------------ | ------------------------ | ------------------------ | ------------------------ | ------------------------ | ------------------------ | ------------------------ | ------------------------ | ------------------------ | ------------------------ | ------------------------ | ------------------------ |
| الدرجة القصوى °م (°ف)             | 45.2 (113.4)             | 46.1 (115.0)             | 40.3 (104.5)             | 36.1 (97.0)              | 32.7 (90.9)              | 26.1 (79.0)              | 23.3 (73.9)              | 30.6 (87.1)              | 34.4 (93.9)              | 40.6 (105.1)             | 43.4 (110.1)             | 42.8 (109.0)             | 46.1 (115.0)             |
| متوسط درجة الحرارة الكبرى °م (°ف) | 33.0 (91.4)              | 32.1 (89.8)              | 29.4 (84.9)              | 24.8 (76.6)              | 19.8 (67.6)              | 16.0 (60.8)              | 15.2 (59.4)              | 17.3 (63.1)              | 20.8 (69.4)              | 25.1 (77.2)              | 29.0 (84.2)              | 31.9 (89.4)              | 24.5 (76.1)              |
| المتوسط اليومي °م (°ف)            | 25.4 (77.7)              | 24.8 (76.6)              | 22.2 (72.0)              | 17.7 (63.9)              | 13.2 (55.8)              | 10.0 (50.0)              | 8.9 (48.0)               | 10.4 (50.7)              | 13.4 (56.1)              | 17.3 (63.1)              | 21.1 (70.0)              | 24.0 (75.2)              | 17.4 (63.3)              |
| متوسط درجة الحرارة الصغرى °م (°ف) | 17.9 (64.2)              | 17.6 (63.7)              | 15.1 (59.2)              | 10.6 (51.1)              | 6.6 (43.9)               | 4.1 (39.4)               | 2.6 (36.7)               | 3.5 (38.3)               | 6.0 (42.8)               | 9.6 (49.3)               | 13.2 (55.8)              | 16.2 (61.2)              | 10.2 (50.4)              |
| أدنى درجة حرارة °م (°ف)           | 5.8 (42.4)               | 6.3 (43.3)               | 3.7 (38.7)               | −2.2 (28.0)              | −4.0 (24.8)              | −5.6 (21.9)              | −6.7 (19.9)              | −5.2 (22.6)              | −4.2 (24.4)              | −0.4 (31.3)              | 1.4 (34.5)               | 3.3 (37.9)               | −6.7 (19.9)              |
| معدل هطول الأمطار مم (إنش)        | 60.7 (2.39)              | 53.4 (2.10)              | 47.5 (1.87)              | 44.2 (1.74)              | 46.5 (1.83)              | 49.6 (1.95)              | 44.3 (1.74)              | 44.4 (1.75)              | 42.7 (1.68)              | 48.9 (1.93)              | 51.7 (2.04)              | 50.0 (1.97)              | 583.9 (22.99)            |
| متوسط الأيام الممطرة (≥ 0.2mm)    | 5.9                      | 5.4                      | 5.1                      | 4.7                      | 6.1                      | 8.1                      | 7.9                      | 7.4                      | 6.7                      | 6.8                      | 6.1                      | 5.8                      | 76                       |
| Average afternoon رطوبة نسبية (%) | 37                       | 39                       | 40                       | 44                       | 53                       | 58                       | 57                       | 51                       | 45                       | 39                       | 36                       | 33                       | 44                       |
| المصدر #1:                        |                          |                          |                          |                          |                          |                          |                          |                          |                          |                          |                          |                          |                          |
| المصدر #2:                        |                          |                          |                          |                          |                          |                          |                          |                          |                          |                          |                          |                          |                          |

## معرض صور

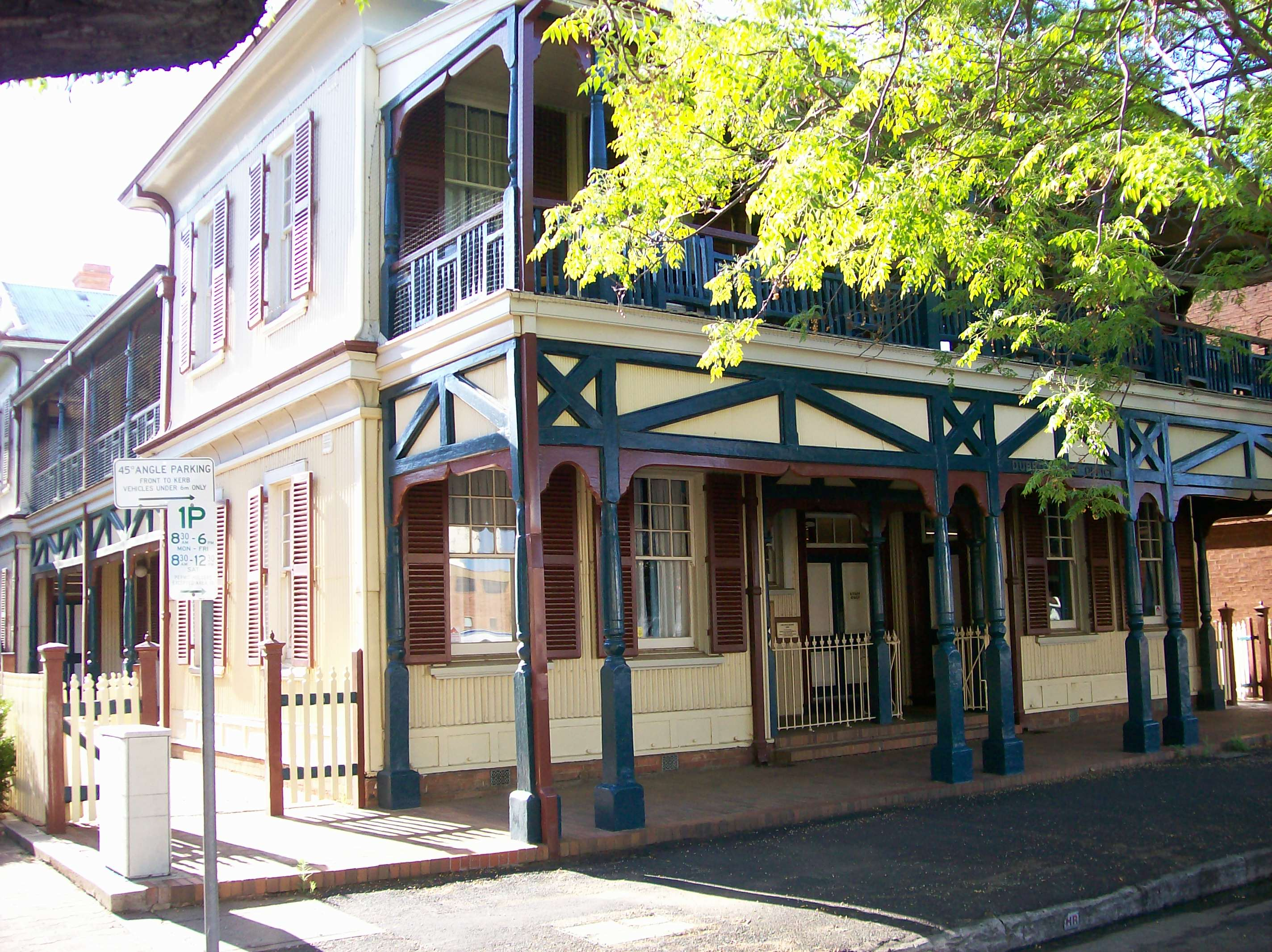
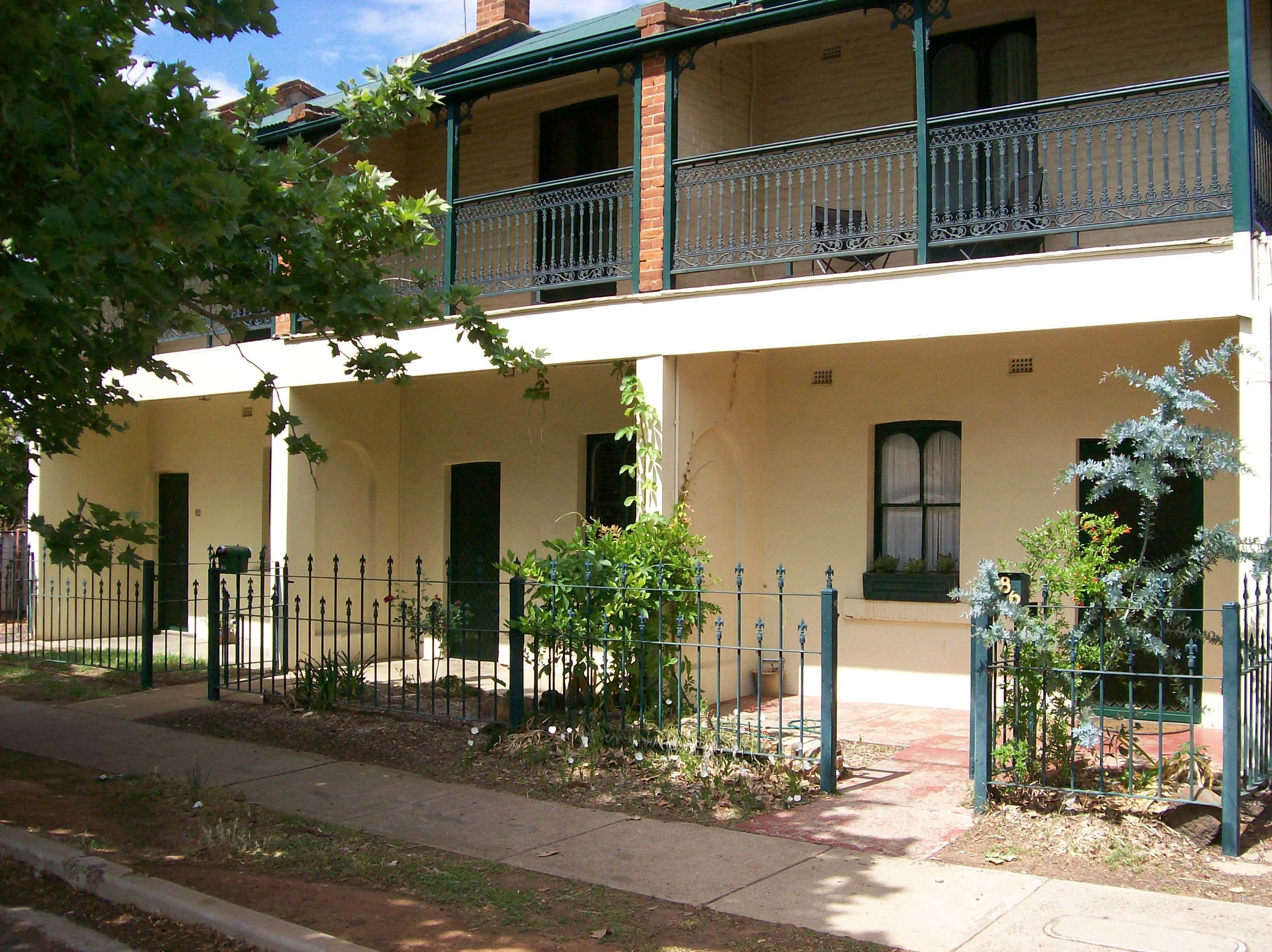
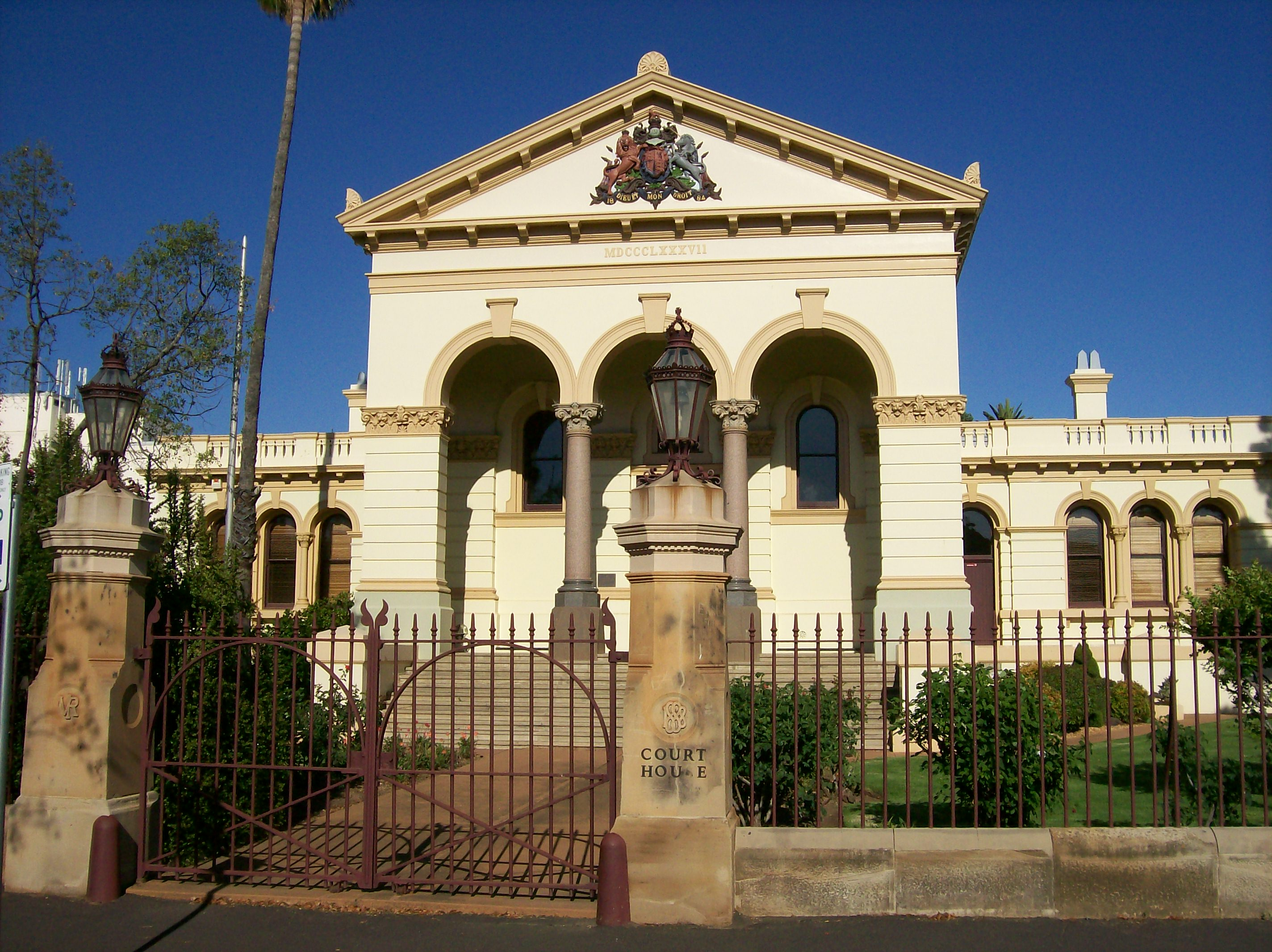
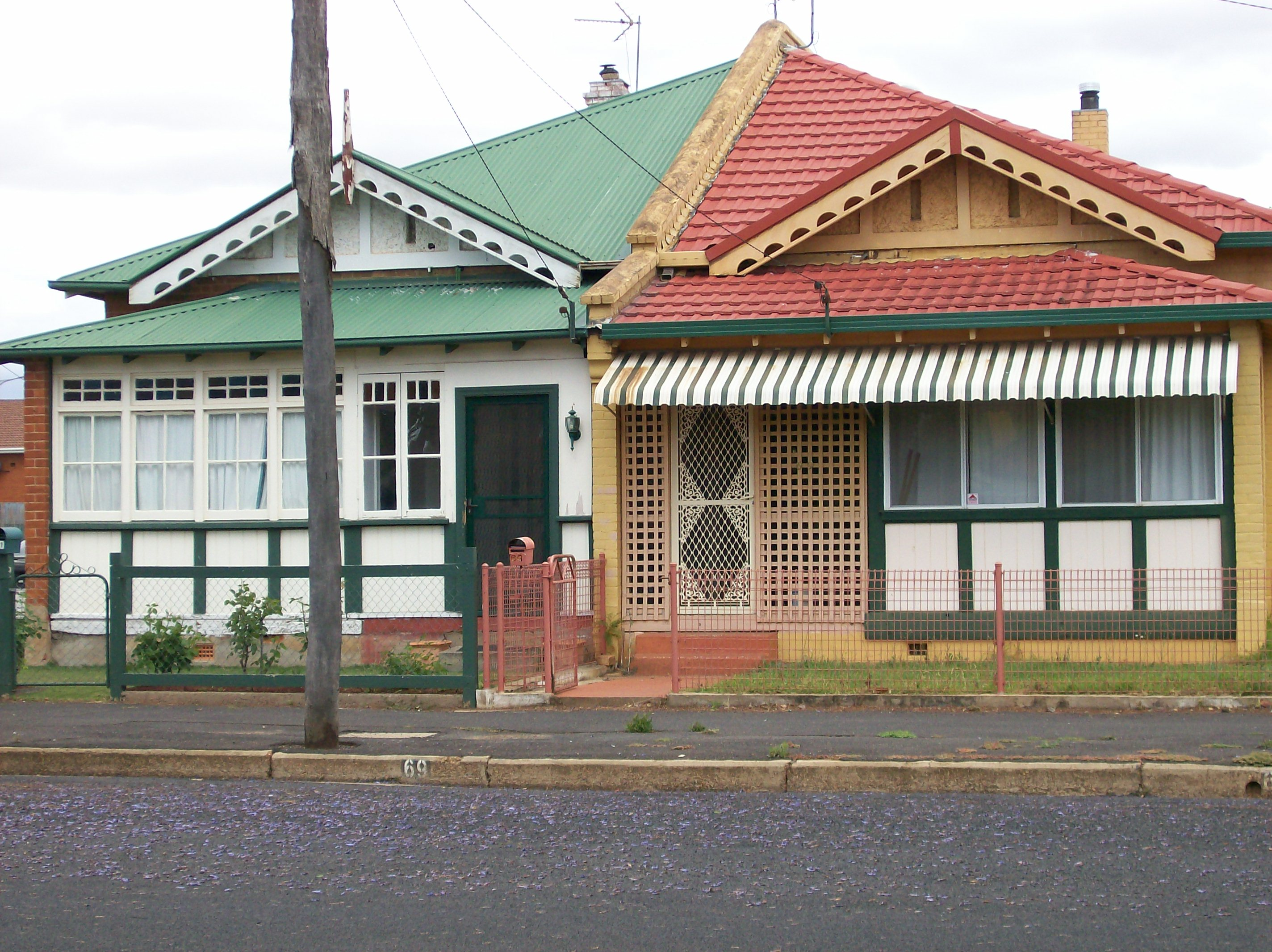
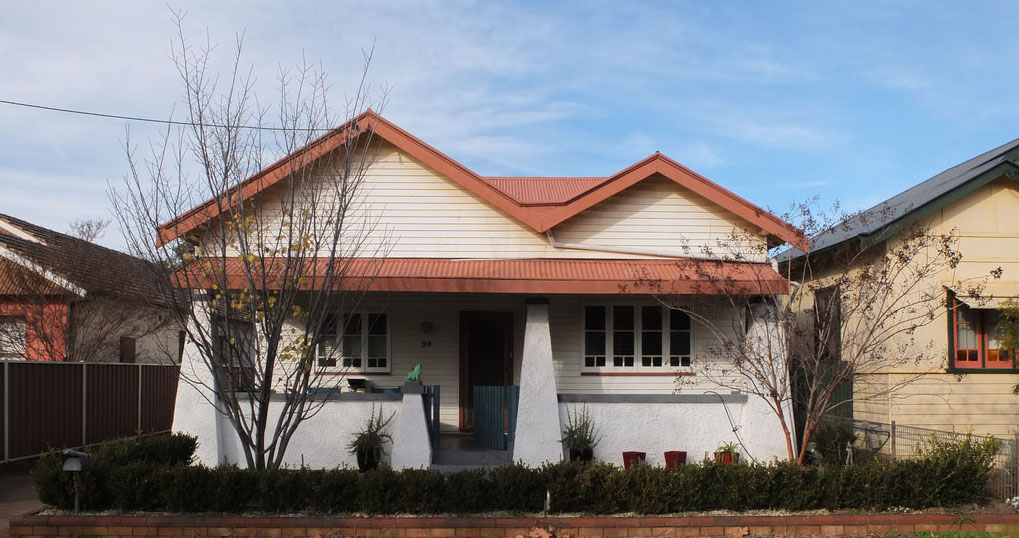

## مدن توأم
المدن التوأم:
- مقاطعة ووجيانغ [الإنجليزية]‏.

## أعلام
- آدريان لايير
- ويليام فيرغسون
- أندرو تايلور
- بات كروفورد
- بيرل جيبس
- جيمي ليتل
- ميجان دان
- الكسندر رايلي
- بوب هيويت